# 라라 (2018년 영화)
"라라"는 2018년에 개봉한 대한민국, 베트남의 합작 영화이다.

## 캐스팅
- 정채연 : 윤희 역
- 산이 : 지필 역
- 치푸 : 미 역
- 최종남 : 윤갑 역
- 진주형 : 형식 역
- 강태윤 : 춘배 역
- 박지일 : 김 대표 역
- 김나온 : 실장 역
- 이수련 : 고급바 여사장 역
- 기희현 : 기희현 역
- 이지원 : 기자 역
- 선우 : 듀엣 멤버 1 역
- 남지 : 듀엣 멤버 2 역
- 한소연 : 레코드가게 여자 1 역
- 이혜인 : 레코드가게 여자 2 역
- 박서영 : 게스트하우스 직원 역
- 유태근 : 동사무소 직원 역
- 노지용 : 베트남식당 직원 역
- 허이수 : 엔지니어 역
- 이삭 : 포장마차 점원 역
- 이주희 : 옷가게 점원 역
- 권해경 : 생선가게 사장 역
- 박준호 : 은행직원 역

## 같이 보기
- 2018년 대한민국의 영화 목록